# NGC 2615
NGC 2615 ist eine Balken-Spiralgalaxie mit ausgedehnten Sternentstehungsgebieten vom Hubble-Typ SBb im Sternbild Hydra südlich der Ekliptik. Sie ist schätzungsweise 181 Millionen Lichtjahre von der Milchstraße entfernt und hat einen Durchmesser von etwa 110.000 Lichtjahren.
Im selben Himmelsareal befinden sich u. a. die Galaxien IC 510, IC 514, IC 515, IC 517.
Die Typ-Ia-Supernova SN 2014ao wurde hier beobachtet.
Das Objekt wurde am 6. Februar 1885 von Édouard Stephan entdeckt.